# Deutsche Leichtathletik-Meisterschaften 2011
Die 111. Deutschen Leichtathletik-Meisterschaften wurden am 23. und 24. Juli 2011 im Kasseler Auestadion ausgetragen.
Die Leistungen der Athletinnen und Athleten litten vor allem in den technischen und den Sprintdisziplinen unter dem Regen und den niedrigen Temperaturen. Die wohl stärksten Resultate lieferten Betty Heidler mit 76,04 m im Hammerwurf und Christina Obergföll mit 68,86 m im Speerwurf, beides Meisterschaftsrekorde. Besonders stark präsentierte sich Sabrina Mockenhaupt, der es gelang, in diesem Jahr fünf Meistertitel auf verschiedenen Langstrecken zu sammeln. Sie entschied die Bahnwettbewerbe über 5000 und 10.000 Meter, den 10-km-Straßenlauf, den Halbmarathon und den Crosslauf über 6,75 Kilometer für sich.
Einige Favoriten mussten ihre Teilnahme absagen. Hochspringerin Ariane Friedrich, Hürdenläuferin Carolin Nytra, Sprinterin Verena Sailer und Speerwerfer Till Wöschler fehlten verletzungsbedingt, Kugelstoßer Ralf Bartels aus persönlichen Gründen. Hürdenläufer Georg Fleischhauer wurde trotz der zweitbesten Zeit im Vorlauf nicht zum Finale zugelassen, weil seine Trainerin seine Startkarte zu spät abgegeben hatte.
Ausgelagert waren wie üblich einige Laufwettbewerbe und die Mehrkämpfe:
- Die Crossläufe fanden am 5. März in Löningen statt – Einzel- und Mannschaftswertungen: Mittelstrecke (Frauen und Männer), Langstrecke (Männer).[2]
- Zum Halbmarathon mit Einzel- und Mannschaftswertung stellten sich die Läuferinnen und Läufer am 17. April in Griesheim.[3]
- Der Straßenlauf über 100 km wurde am 30. April in Jüterbog veranstaltet – mit Einzelwertung für Frauen und Männer sowie einer Mannschaftswertung für Männer.[4]
- Die Deutschen Meister im 10.000-Meter-Lauf wurden am 7. Mai im Essener Sportpark Am Hallo ermittelt.[5]
- Den Marathon mit Einzel- und Mannschaftswertungen für Frauen und Männer gab es am 22. Mai im Rahmen des Hamburg-Marathons.[6]
- Das Straßengehen über die Distanz von 20 km mit Einzel- und Mannschaftswertungen für Frauen und Männer wurde am 11. Juni in Erfurt veranstaltet.[7]
- Die Meisterschaften im Berglauf wurden am 3. Juli in Oberstdorf ausgetragen – mit Einzel- und Mannschaftswertungen für Frauen und Männer.[8]
- Die Meister der Langstaffeln wurden im Rahmen der Deutschen Jugendmeisterschaften am 7. August in Jena ermittelt.[9]
- Die Mehrkampfmeisterschaften fanden vom 26. bis 28. August in Vaterstetten statt – ebenfalls mit Einzel- und Mannschaftswertungen für Frauen (Siebenkampf) und Männer (Zehnkampf).[10]
- Die letzte Straßenlauf-Meisterschaft über 10 km gab es am 10. September in Oelde mit Einzel- und Mannschaftswertungen für Frauen und Männer.[11]
- Über 50 km Gehen traten die Männer am 24. September in Naumburg an.[12]

In den folgenden Übersichten sind die Medaillengewinner in den einzelnen Wettbewerben aufgeführt.
Zu einer ausführlicheren Auflistung mit den jeweils ersten acht in den einzelnen Disziplinen führt der Link Deutsche Leichtathletik-Meisterschaften 2011/Resultate.

## Medaillengewinner Männer
| Disziplin                                   | Gold                                                                                | Leistung       | Silber                                                                             | Leistung       | Bronze                                                                           | Leistung       |
| ------------------------------------------- | ----------------------------------------------------------------------------------- | -------------- | ---------------------------------------------------------------------------------- | -------------- | -------------------------------------------------------------------------------- | -------------- |
| 100 m (Wind: −0,2)                          | Tobias Unger (LG Stadtwerke München)                                                | 10,40 s00      | Christian Blum (TV Wattenscheid 01)                                                | 10,43 s00      | Alex Schaf (VfB Stuttgart)                                                       | 10,48 s00      |
| 200 m (Wind: −0,7)                          | Robin Erewa (TV Wattenscheid 01)                                                    | 21,05 s00      | Sebastian Ernst (TV Wattenscheid 01)                                               | 21,14 s00      | Sven Knipphals (VfB Stuttgart)                                                   | 21,45 s00      |
| 400 m                                       | Jonas Plass (StG Asics Wendelstein/Erding)                                          | 46,59 s00      | Eric Krüger (SC Magdeburg)                                                         | 46,96 s00      | Thomas Schneider (SC Potsdam)                                                    | 47,15 s00      |
| 800 m                                       | Sören Ludolph (LG Braunschweig)                                                     | 1:50,42 min    | Timo Benitz (TG Stockach)                                                          | 1:50,69 min    | Sebastian Keiner (Erfurter LAC)                                                  | 1:50,70 min    |
| 1500 m                                      | Carsten Schlangen (LG Nord Berlin)                                                  | 3:57,94 min    | Florian Orth (LG Telis Finanz Regensburg)                                          | 3:58,37 min    | Jonas Hamm (LG Braunschweig)                                                     | 3:58,88 min    |
| 5000 m                                      | Arne Gabius (LAV Asics Tübingen)                                                    | 13:58,87 min   | Richard Ringer (VfB LC Friedrichshafen)                                            | 14:02,08 min   | Julian Flügel (LG Telis Finanz Regensburg)                                       | 14:03,50 min   |
| 10.000 m                                    | Musa Roba-Kinkal (SC Gelnhausen)                                                    | 29:22,02 min   | Julian Flügel (LG Telis Finanz Regensburg)                                         | 29:36,37 min   | Justus Steffen (LG Stadtwerke München)                                           | 29:50,28 min   |
| 10-km-Straßenlauf                           | Christian Glatting (TV Wattenscheid 01)                                             | 29:28 min00    | Vitaliy Rybak (TV Wattenscheid 01)                                                 | 29:37 min      | Falk Cierpinski (SG Spergau)                                                     | 29:39 min00    |
| 10-km-Straßenlauf, Mannschaftswertung       | TV Wattenscheid 01Christian Glatting Vitaliy Rybak Jan Fitschen                     | 1:29:26 h0000  | LAV Asics TübingenFilmon Ghirmai Michael Schramm Clemens Bleistein                 | 1:31:25 h0000  | SCC BerlinRobert Krebs Marc Schulze Hagen Brosius                                | 1:31:34 h0000  |
| Halbmarathon                                | André Pollmächer (Rhein-Marathon Düsseldorf)                                        | 1:04:16 h0000  | Musa Roba-Kinkal (Sportclub Gelnhausen)                                            | 1:04:30 h0000  | Stefan Koch (LG Braunschweig)                                                    | 1:04:55 h0000  |
| Halbmarathon, Mannschaftswertung            | SG WendenJörg Heiner Tobias Dreier Tim-Arne Sidenstein                              | 3:25:54 h0000  | LG Ohra-HörselgasChristian Biele Marcel Bräutigam Christian König                  | 3:26:36 h0000  | PSV Grün-Weiß KasselMarkus Jahn Marco Schwab Thomas Schönemann                   | 3:29:53 h0000  |
| Marathon                                    | Stefan Koch (LG Braunschweig)                                                       | 2:20:39 h0000  | Manuel Meyer (TV Wattenscheid 01)                                                  | 2:23:50 h0000  | Florian Neuschwander (Post-Sport-Telekom Trier)                                  | 2:24:14 h0000  |
| Marathon, Mannschaftswertung                | Aachener TGAndré Collet Philipp Nawrocki Stefan Schnorr                             | 7:29:02 h0000  | TSG 1845 HeilbronnHolger Freudenberger Kay-Uwe Müller Matthias Reischle            | 7:38:02 h0000  | LG Olympia DortmundAndreas Sterzinger Tillmann Goltsch Zakaria Talbi             | 7:42:50 h0000  |
| 100-km-Straßenlauf                          | Michael Sommer (Eichenkreuz Schwaikheim)                                            | 7:13:14 h0000  | Oliver Leu (LG Bremen-Nord)                                                        | 7:35:21 h0000  | Johannes Haßlinger (LG Nienburg)                                                 | 7:38:06 h0000  |
| 100-km-Straßenlauf, Mannschaftswertung      | Eichenkreuz SchwaikheimMichael Sommer Andreas Maisch Jochen Höschele                | 24:37:25 h0000 | Laufgemeinschaft WürzburgRainer Wilfried Koch Christoph Hoffmann Walter Zimmermann | 28:55:19 h0000 | LC Olympia WiesbadenMax Lahann Robert Nolte Roland Ernst                         | 29:21:03 h0000 |
| 110 m Hürden (Wind: −1,0)                   | Matthias Bühler (LG Offenburg)                                                      | 13,66 s00      | Erik Balnuweit (LAZ im SC DHfK Leipzig)                                            | 13,68 s00      | Marlon Odom (LAZ Zweibrücken)                                                    | 13,72 s00      |
| 400 m Hürden                                | David Gollnow (StG Asics Wendelstein/Erding)                                        | 49,56 s00      | Tobias Giehl (LG Würm Athletik)                                                    | 49,81 s00      | Daniel Wienands (Essener Leichtathletik-Verein)                                  | 51,29 s00      |
| 3000 m Hindernis                            | Steffen Uliczka (SG TSV Kronshagen/Kieler TB)                                       | 8:33,47 min    | Benedikt Karus (LG badenova Nordschwarzwald)                                       | 8:45,71 min    | Hannes Liebach (TV Wattenscheid 01)                                              | 8:52,38 min    |
| 4 × 100 m Staffel                           | SCC BerlinGeorge Petzold Eric Franke Maximilian Kessler Lucas Jakubczyk             | 39,81 s00      | LG Stadtwerke MünchenTobias Unger Marcus Mikulla Florian Rentz Oliver Koenig       | 40,03 s00      | Turnverein GladbeckThomas Lohrengel Matthias Bos Florian Lamers Sebastian Fricke | 40,40 s00      |
| 4 × 400 m Staffel                           | StG Asics Wendelstein/ErdingBenedikt Wiesend Jonas Plass Markus Kiefl David Gollnow | 3:10.71 min    | LG Eintracht FrankfurtMichael Pflüger Niklas Zender Clemens Höfer Benjamin Jonas   | 3:10,72 min    | SCC BerlinStefan Beyer Sven Buggel Robin Kresinszky Julian Kiwus                 | 3:12,39 min    |
| 3 × 1000-m-Staffel                          | LG Nord BerlinJohannes Riewe Micha Heidenreich Carsten Schlangen                    | 7:08,33 min    | StG Magdeburg-HalleTim Jurich Ronny Heck Oliver Vogel                              | 7:11,03 min    | LG BraunschweigAndreas Kuhlen Florian Pehrs Sören Ludolph                        | 7:12,36 min    |
| 10.000-m-Bahngehen                          | Christopher Linke (SC Potsdam)                                                      | 39:52,96 min   | André Höhne (SCC Berlin)                                                           | 40:10,99 min   | Carsten Schmidt (SCC Berlin)                                                     | 40:28,14 min   |
| 20-km-Gehen                                 | André Höhne (SCC Berlin)                                                            | 1:23:23 h0000  | Christopher Linke (SC Potsdam)                                                     | 1:24:58 h0000  | Maik Berger (SCC Berlin)                                                         | 1:25:49 h0000  |
| 20-km-Gehen, Mannschaftswertung             | SV Einheit 1875 WorbisDenis Franke Ronald Papst Karsten Staedler                    | 5:44:12 h0000  | SpVgg NiederaichbachHelmut Prieler Georg Gerstl Gerhard Langner                    | 5:48:27 h0000  | ASV 1902 SangerhausenMartin Gebauer Dick Gnauck Mario Kerber                     | 5:56:26 h0000  |
| 50-km-Gehen                                 | Carsten Schmidt (SCC Berlin)                                                        | 3:54:54 h0000  | Helmut Prieler (SpVgg Niederaichbach)                                              | 4:54:05 h0000  | Dick Gnauck (ASV 1902 Sangerhausen)                                              | 4:56:32 h0000  |
| Hochsprung                                  | Raúl Spank (Dresdner SC)                                                            | 2,31 m         | Matthias Haverney (Dresdner SC)                                                    | 2,28 m         | Tim Riedel (TV Wattenscheid 01)                                                  | 2,19 m         |
| Stabhochsprung                              | Malte Mohr (LG Stadtwerke München)                                                  | 5,72 m         | Fabian Schulze (LG Stadtwerke München)                                             | 5,62 m         | Karsten Dilla (LAV Bayer Uerdingen/Dormagen)                                     | 5,62 m         |
| Weitsprung                                  | Sebastian Bayer (Hamburger SV)                                                      | 8,17 m         | Christian Reif (ABC Ludwigshafen)                                                  | 7,82 m         | Oliver Koenig (LG Stadtwerke München)                                            | 7,79 m         |
| Dreisprung                                  | Andreas Pohle (ASV Erfurt)                                                          | 16,59 m        | Matthias Uhrig (VfL Sindelfingen)                                                  | 16,50 m        | Daniel Kohle (LG Ratio Münster)                                                  | 16,25 m        |
| Kugelstoßen                                 | David Storl (LAC Erdgas Chemnitz)                                                   | 20,35 m        | Marco Schmidt (VfL Sindelfingen)                                                   | 19,49 m        | Robert Dippl (LAC Quelle Fürth)                                                  | 18,58 m        |
| Diskuswurf                                  | Robert Harting (SCC Berlin)                                                         | 66,52 m        | Markus Münch (LG Wedel-Pinneberg)                                                  | 61,47 m        | Daniel Jasinski (TV Wattenscheid 01)                                             | 58,42 m        |
| Hammerwurf                                  | Markus Esser (TSV Bayer 04 Leverkusen)                                              | 78,44 m        | Jens Rautenkranz (USC Mainz)                                                       | 73,70 m        | Benjamin Boruschewski (TSV Bayer 04 Leverkusen)                                  | 71,73 m        |
| Speerwurf                                   | Matthias de Zordo (SV Schlau.com Saar 05 Saarbrücken)                               | 81,06 m        | Mark Frank (1. LAV Rostock)                                                        | 81,01 m        | Björn Lange (SC Magdeburg)                                                       | 75,81 m        |
| Zehnkampf                                   | André Niklaus (LG Nike Berlin)                                                      | 7536 P         | Steffen Kahlert (TuS Wunstorf)                                                     | 7410 P         | Tom Bechert (LG Telis Finanz Regensburg)                                         | 7362 P         |
| Zehnkampf, Mannschaftswertung               | LG Telis Finanz RegensburgTom Bechert Malte Hartfiel Matthias Küsters               | 20.175 P       | LC PaderbornMarius Heitjohann Arthur Kleiber Christian Herrmann                    | 19.995 P       | LAV Asics TübingenJohannes Waidelich Nils Merten Leon Brendel                    | 19.943 P       |
| Crosslauf Mittelstrecke – 3,8 km            | Rico Schwarz (ASV Erfurt)                                                           | 11:16 min      | Julian Flügel (LG Telis Finanz Regensburg)                                         | 11:20 min      | Tobias Gröbl (LG Zusam)                                                          | 11:26 min      |
| Crosslauf Mittelstrecke, Mannschaftswertung | LG Telis Finanz RegensburgJulian Flügel Felix Hentschel Felix Plinke                | Pl.-Ziff. 34   | SG WendenSimon Huckestein Tim-Arne Sidenstein Tobias Dreier                        | Pl.-Ziff. 43   | LG Nord BerlinJohannes Riewe Sebastian B. Dennis Arthur Schäfer                  | Pl.-Ziff. 67   |
| Crosslauf Langstrecke – 10,3 km             | Steffen Uliczka (SG TSV Kronshagen/Kieler TB)                                       | 31:28 min00    | Steffen Justus (LG Stadtwerke München)                                             | 31:50 min00    | Arne Gabius (LAV Asics Tübingen)                                                 | 32:07 min00    |
| Crosslauf Langstrecke, Mannschaftswertung   | LG PassauRichard Friedrich Stefan Hohberger Tobias Schreindl                        | Pl.-Ziff. 22   | LAZ SaarbrückenGregor Buchholz Jonathan Zipf Stefan Zachäus                        | Pl.-Ziff. 30   | LG Stadtwerke MünchenSteffen Justus Sebastian Hallmann Johann Hillebrand         | Pl.-Ziff. 34   |
| Berglauf – 8,6 km                           | Timo Zeiler (MTG Mannheim)                                                          | 48:43 min00    | Matthias Hecktor (TuS Heltersberg)                                                 | 49:17 min00    | Korbinian Schönberger (LLC Marathon Regensburg)                                  | 49:51 min00    |
| Berglauf, Mannschaftswertung                | LLC Marathon RegensburgKorbinian Schönberger Ralf Preißl Marco Sturm                | 2:32:32 h0000  | TuS HeltersbergMatthias Hecktor Jonas Lehmann Marko Becker                         | 2:36:14 h0000  | FC Alemannia UnterkirnachJosef Beha Thomas Göpfert Dominik Sowieja               | 2:36:25 h0000  |

## Medaillengewinner Frauen
| Disziplin                             | Gold                                                                                | Leistung      | Silber                                                                     | Leistung      | Bronze                                                                           | Leistung                          |
| ------------------------------------- | ----------------------------------------------------------------------------------- | ------------- | -------------------------------------------------------------------------- | ------------- | -------------------------------------------------------------------------------- | --------------------------------- |
| 100 m (Wind: −1,5)                    | Cathleen Tschirch (TSV Bayer 04 Leverkusen)                                         | 11,52 s00     | Leena Günther (LT DSHS Köln)                                               | 11,62 s00     | Anne Möllinger (MTG Mannheim)                                                    | 11,63 s00                         |
| 200 m (Wind: +0,2)                    | Christina Haack (TV Gladbeck)                                                       | 23,45 s00     | Maike Dix (TV Wattenscheid 01)                                             | 23,62 s       | Leena Günther (LT DSHS Köln)                                                     | 23,64 s00                         |
| 400 m                                 | Esther Cremer (TV Wattenscheid 01)                                                  | 52,70 s00     | Claudia Hoffmann (SC Potsdam)                                              | 52,91 s00     | Lena Schmidt (LG Hilden)                                                         | 53,30 s00                         |
| 800 m                                 | Jana Hartmann (LG Olympia Dortmund)                                                 | 2:06,67 min   | Annett Horna (TSV Bayer 04 Leverkusen)                                     | 2:06,86 min   | Karoline Pilawa (LG Stadtwerke München)                                          | 2:06,91 min                       |
| 1500 m                                | Corinna Harrer (LG Telis Finanz Regensburg)                                         | 4:10,47 min   | Elina Sujew (SC Potsdam)                                                   | 4:16,21 min   | Anne Kesselring (LAC Quelle Fürth)                                               | 4:17,25 min                       |
| 5000 m                                | Sabrina Mockenhaupt (LG Sieg)                                                       | 15:36,98 min  | Simret Restle (PSV Grün-Weiß Kassel)                                       | 16:01,63 min  | Lisa Hahner (Run2Sky.com)                                                        | 16:30,40 min                      |
| 10.000 m                              | Sabrina Mockenhaupt (LG Sieg)                                                       | 33:34,99 min  | Corinna Harrer (LG Telis Finanz Regensburg)                                | 33:57,54 min  | Veronica Pohl (TSV Bayer 04 Leverkusen)                                          | 33:59,02 min                      |
| 10-km-Straßenlauf                     | Sabrina Mockenhaupt (LG Sieg)                                                       | 32:14 min00   | Susanne Hahn (SV Schlau.com Saar 05 Saarbrücken)                           | 33:39 min     | Simret Restle (PSV Grün-Weiß Kassel)                                             | 33:51 min                         |
| 10-km-Straßenlauf, Mannschaftswertung | PSV Grün-Weiß KasselSimret Restle Silke Optekamp Stefanie Wiesmair                  | 1:47:27 h0000 | SV Schlau.com Saar 05 SaarbrückenSusanne Hahn Constance Türk Marion Jakobs | 1:50:33 h0000 | ASV KölnJana Janine Soethout Lisa Jaschke Ronja Jaeger                           | 1:52:01 h0000                     |
| Halbmarathon                          | Sabrina Mockenhaupt (LG Sieg)                                                       | 1:11:23 h0000 | Susanne Hahn (SV Schlau.com Saar 05 Saarbrücken)                           | 1:14:23 h0000 | Veronica Pohl (TSV Bayer 04 Leverkusen)                                          | 1:15:07 h0000                     |
| Halbmarathon, Mannschaftswertung      | SV Schlau.com Saar 05 SaarbrückenSusanne Hahn Marion Jakobs Constance Türk          | 4:00:32 h0000 | Greifswalder SV 04Beate Krecklow Carmen Siewert Sandra Eltschkner          | 4:06:18 h0000 | Spiridon FrankfurtTinka Uphoff Béatrice Lienemann Birgitt Bohn                   | 4:10:01 h0000                     |
| Marathon                              | Steffi Volke (LG Telis Finanz Regensburg)                                           | 2:51:23 h0000 | Marion Jacobs (SV Schlau.com Saar 05 Saarbrücken)                          | 2:52:40 h0000 | Fakja Hofmann (LG Telis Finanz Regensburg)                                       | 2:53:18 h0000                     |
| Marathon, Mannschaftswertung          | LG Telis Finanz RegensburgSteffi Volke Fakja Hofmann Ulrike Mayer-Tancic            | 8:49:07 h0000 | Spiridon FrankfurtBirgitt Bohn Teresa Ebert Béatrice Lienemann             | 8:52:05 h0000 | LAZ im SC DHfK LeipzigSandra Boitz Kathrin Bogen Carina Schipp                   | 9:04:57 h0000                     |
| 100-km-Straßenlauf                    | Pamela Veith (TSV Kusterdingen)                                                     | 8:13:14 h0000 | Antje Krause (Ultra Sport Club Marburg)                                    | 8:22:05 h0000 | Marika Heinlein (1. FC Geesdorf)                                                 | 9:29:21 h0000                     |
| 100 m Hürden (Wind: −2,3)             | Cindy Roleder (LAZ im SC DHfK Leipzig)                                              | 13,10 s00     | Anne-Kathrin Elbe (LAZ im SC DHfK Leipzig)                                 | 13,43 s00     | Nadine Hildebrand (LAZ Salamand. Kornwestheim-Ludwigsb.)                         | 13,49 s00                         |
| 400 m Hürden                          | Christiane Klopsch (LG OVAG Friedberg-Fauerbach)                                    | 59,97 s00     | Tina Kron (SV Schlau.com Saar 05 Saarbrücken)                              | 57,24 s00     | Claudia Wehrsen (LT DSHS Köln)                                                   | 57,36 s00                         |
| 3000 m Hindernis                      | Jana Sussmann (LG Nordheide)                                                        | 10:05,64 min  | Verena Dreier (SG Wenden)                                                  | 10:14,33 min  | Friederike Feil (LG Olympia Dortmund)                                            | 10:22,13 min                      |
| 4 × 100 m Staffel                     | TSV Bayer 04 LeverkusenJulia Brandt Cathleen Tschirch Mareike Peters Jennifer Oeser | 44,99 s00     | TV Wattenscheid 01Yasmin Kwadwo Esther Cremer Maike Dix Christina Frewer   | 45,15 s00     | TV GladbeckChristina Haack Annika Drazek Friederike Möhlenkamp Laura Mossakowski | 45,31 s00                         |
| 4 × 400 m Staffel                     | TSV Bayer 04 LeverkusenJulia Förster Wiebke Ullmann Annett Horna Sorina Nwachukwu   | 3:38,25 min   | LT DSHS KölnFrederike Hogrebe Claudia Wehrsen Malena Richter Lara Hoffmann | 3:39,25 min   | LG Olympia DortmundCarolin Strophff Jana Hartmann Monika Merl Janina Balke       | 3:46,21 min                       |
| 3 × 800-m-Staffel                     | LG Olympia DortmundMira Räker Monika Merl geb. Gradzki Jana Hartmann                | 6:21,79 min   | LAC Quelle FürthSandra Keil Agata Strausa Anne Kesselring                  | 6:22,35 min   | TSV Bayer 04 LeverkusenNatalie Mehring Lena Klaassen Annett Horna                | 6:29,54 min                       |
| 5000-m-Bahngehen                      | Sabine Krantz geb. Zimmer (TV Wattenscheid 01)                                      | 20:56,75 min  | Melanie Seeger (SC Potsdam)                                                | 21:11,24 min  | Christin Elß (SC Potsdam)                                                        | 23:35,98 min                      |
| 20-km-Gehen                           | Sabine Krantz geb. Zimmer (TV Wattenscheid 01)                                      | 1:31:08 h0000 | Melanie Seeger (SC Potsdam)                                                | 1:37:24 h0000 | Christin Strunk (Alemannia Aachen)                                               | 1:43:40 h0000                     |
| 20-km-Gehen, Mannschaftswertung       | SpVgg NiederaichbachSabine Schmidt Katrin Eggl Franziska Spanner                    | 6:10:13 h0000 | DJK Sparta LangenhagenAnneke Heuer Corinna Luedtke Birgit Komoll           | 6:47:36 h0000 | nur 2 Mannschaften in der Wertung                                                | nur 2 Mannschaften in der Wertung |
| Hochsprung                            | Melanie Bauschke (LG Nike Berlin)                                                   | 1,86 m000     | Marie-Laurence Jungfleisch (LAZ Salam. Kornwesth.-Ludwigsb.)               | 1,86 m        | Meike Kröger (LG Nord Berlin)                                                    | 1,82 m                            |
| Stabhochsprung                        | Martina Strutz (Hagenower SV)                                                       | 4,65 m000     | Silke Spiegelburg (TSV Bayer 04 Leverkusen)                                | 4,60 m        | Kristina Gadschiew (LAZ Zweibrücken)                                             | 4,60 m                            |
| Weitsprung                            | Michelle Weitzel (LG Telis Finanz Regensburg)                                       | 6,52 m000     | Bianca Kappler (LC Rehlingen)                                              | 6,48 m        | Sosthene Moguenara (TV Wattenscheid 01)                                          | 6,48 m                            |
| Dreisprung                            | Katja Demut (TuS Jena)                                                              | 14,25 m000    | Jenny Elbe (Dresdner SC)                                                   | 13,37 m       | Katharina Schreck (TS Herzogenaurach)                                            | 13,09 m                           |
| Kugelstoßen                           | Christina Schwanitz (LV 90 Thum)                                                    | 18,95 m000    | Nadine Kleinert (SC Magdeburg)                                             | 18,57 m       | Josephine Terlecki (SC Magdeburg)                                                | 17,31 m                           |
| Diskuswurf                            | Nadine Müller (Hallesche Leichtathletik-Freunde)                                    | 63,41 m000    | Heike Koderisch (SC Magdeburg)                                             | 57,99 m       | Ulrike Giesa (LAC Quelle Fürth)                                                  | 57,33 m                           |
| Hammerwurf                            | Betty Heidler (LG Eintracht Frankfurt)                                              | 76,04 m CR    | Kathrin Klaas (LG Eintracht Frankfurt)                                     | 72,39 m       | Andrea Bunjes (LG Eintracht Frankfurt)                                           | 64,95 m                           |
| Speerwurf                             | Christina Obergföll (LG Offenburg)                                                  | 68,86 m CR    | Katharina Molitor (TSV Bayer 04 Leverkusen)                                | 64,67 m       | Esther Eisenlauer (SV Schlau.com Saar 05 Saarbrücken)                            | 59,41 m                           |
| Siebenkampf                           | Claudia Rath (LG Eintracht Frankfurt)                                               | 5485 P        | Stefanie Saumweber (SSV Ulm 1846)                                          | 5335 P        | Ines Discherl (LG Karlstadt-Gambach-Lohr)                                        | 5066 P                            |
| Siebenkampf, Mannschaftswertung       | LG Eintracht FrankfurtClaudia Rath Verena Schiebel Nicola Herrlitz                  | 15.088 P      | ASV IserlohnFrauke Borscheid Carina Bodenstein Sandra Venghaus             | 12.703 P      | nur 2 Teams in der Wertung                                                       | nur 2 Teams in der Wertung        |
| Crosslauf – 6,75 km                   | Sabrina Mockenhaupt (LG Sieg)                                                       | 23:18 min00   | Simret Restle (PSV Grün-Weiß Kassel)                                       | 23:25 min00   | Anna Hahner (Run2Sky.com)                                                        | 23:46 min00                       |
| Crosslauf, Mannschaftswertung         | LG Telis Finanz RegensburgCorinna Harrer Christiane Danner Susi Lutz                | Pl.-Ziff. 31  | PSV Grün-Weiß KasselSimret Restle Silke Optekamp Katrin Arndt              | Pl.-Ziff. 42  | TSG 1845 HeilbronnJuliane Totzke Corinna Nuber Tamara Stocker                    | Pl.-Ziff. 99                      |
| Berglauf – 8,6 km                     | Lisa Reisinger (SSC Hanau-Rodenbach)                                                | 56:33 min00   | Marie-Luise Heilig-Duventäster (LG Welfen)                                 | 60:15 min00   | Kerstin Straub (SSC Hanau-Rodenbach)                                             | 61:07 min00                       |
| Berglauf, Mannschaftswertung          | SSC Hanau-RodenbachLisa Reisinger Kerstin Straub Anette Portele                     | 3:05:04 h0000 | LG WelfenMarie-Luise Heilig-Duventäster Monika Carl Uschi Bergler          | 3:10:30 h0000 | Post-Telekom-SV RosenheimKarin Cruschwitz Michelle Maier Paula Mangold-Wolf      | 3:22:51 h0000                     |

## Fotolinks
- 23-24.07.2011 DM Kassel Bildergalerie (Juli 2011), youtube.com, abgerufen am 18. April 2021
- Deutsche Leichtathletik-Meisterschaft 2011, youtube.com, abgerufen am 18. April 2021

## Videolinks
- Deutsche Leichtathletik Meisterschaften 2011 800m Kassel, youtube.com, abgerufen am 18. April 2021
- Deutsche Meisterschaft 1500m Leichtathletik 2011 in Kassel, youtube.com, abgerufen am 18. April 2021